# Boggie
Бо́гларка Че́мер (венг. Csemér Boglárka, более известна под сценическим псевдонимом Бо́гги (Bóggie; род. 30 ноября 1986, Будапешт) — венгерская певица. Представительница Венгрии на Евровидении 2015 с песней Wars for Nothing.

## Биография
Богги начала заниматься музыкой в 13 лет. Через два года она приступила к изучению классического вокала и фортепиано в музыкальной школе. Параллельно она учится в Школе искусств им. Ференца Эркеля и джазовой музыкальной школе. Богги провела год в Париже, где освоила профессию туристического гида.

## Музыкальная карьера

### 2009—2013
В 2009 году Богги создала музыкальную группу Csemer Boglarka Quartet. Через некоторое время группа начинает называться Boggie. Дебютный альбом группы был выпущен в 2013 году. В 2013 году исполнительница представила клип на песню «Parfüm / Nouveau Parfum», который, впоследствии стал популярен на YouTube.

### Евровидение 2015

#### Скандал вокруг песни «Wars for Nothing»
Когда Богги была выбрана участвовать на Евровидении 2015, израильские дипломаты выразили недовольство по поводу текста песни. Они отметили, что в песне поётся о военных конфликтах в секторе Газа. Посол Израиля в Будапеште обратился в местный орган, отвечающий за теле- и радиовещание с просьбой дисквалифицировать песню от Венгрии, потому что, как известно, к Евровидению не допускаются песни, в тексте которых присутствуют политические призывы, но Богги успешно смогла выступить на конкурсе.

#### Евровидение 2015. 1-й полуфинал
В первом полуфинале Евровидения 2015 Богги выступила под номером 10. В итоге Венгрия заняла 8 место с 67 баллами и тем самым вышла в финал. Самый высокий балл (12) в первом полуфинале Венгрия получила от Эстонии. Венгрия отдала высший балл России.
| 12 баллов | 10 баллов                | 8 баллов | 7 баллов         | 6 баллов |
| --------- | ------------------------ | -------- | ---------------- | -------- |
| Эстония   | Румыния                  | Сербия   | Финляндия        | Франция  |
| 5 баллов  | 4 балла                  | 3 балла  | 2 балла          | 1 балл   |
| Австрия   | Бельгия Нидерланды Дания | Албания  | Россия Австралия |          |

| Отданные баллы Венгрией (полуфинал) | Отданные баллы Венгрией (полуфинал) |
| ----------------------------------- | ----------------------------------- |
| Оценка                              | Страна                              |
| 12                                  | Россия (1 место)                    |
| 10                                  | Бельгия (2 место)                   |
| 8                                   | Эстония (3 место)                   |
| 7                                   | Дания (13 место)                    |
| 6                                   | Грузия (4 место)                    |
| 5                                   | Румыния (5 место)                   |
| 4                                   | Сербия (9 место)                    |
| 3                                   | Греция (6 место)                    |
| 2                                   | Финляндия (16 место)                |
| 1                                   | Албания (10 место)                  |

|  |  |

#### Евровидение 2015. Финал
В финале Богги выступила под двадцать вторым номером и заняла 20-е место с девятнадцатью баллами от шести стран. Самый высокий балл (8) в финале Венгрии дала Эстония. Венгрия отдала высший балл Бельгии.
| 12 баллов | 10 баллов          | 8 баллов | 7 баллов | 6 баллов               |
| --------- | ------------------ | -------- | -------- | ---------------------- |
|           |                    | Эстония  |          |                        |
| 5 баллов  | 4 балла            | 3 балла  | 2 балла  | 1 балл                 |
|           | Румыния Сан-Марино |          |          | Чехия Франция Германия |

| Отданные баллы Венгрией (финал) | Отданные баллы Венгрией (финал) |
| ------------------------------- | ------------------------------- |
| Оценка                          | Страна                          |
| 12                              | Бельгия (4 место)               |
| 10                              | Швеция (1 место)                |
| 8                               | Австралия (5 место)             |
| 7                               | Эстония (7 место)               |
| 6                               | Россия (2 место)                |
| 5                               | Латвия (6 место)                |
| 4                               | Норвегия (8 место)              |
| 3                               | Грузия (11 место)               |
| 2                               | Италия (3 место)                |
| 1                               | Румыния (15 место)              |

|  |  |

## Дискография
2013 — Parfüm / Nouveau Parfum

2015 — Wars For Nothing (Евровидение 2015 от Венгрии)